# Glenrothes
Glenrothes er en by i det østlige Skotland, med et indbyggertal (pr. 2006) på cirka 39.000. Byen ligger i countyet Fife, tæt ved kysten til Nordsøen.